# Dendrelaphis calligaster
Dendrelaphis calligaster är en ormart som beskrevs av Günther 1867. Dendrelaphis calligaster ingår i släktet Dendrelaphis och familjen snokar. Inga underarter finns listade i Catalogue of Life.
Arten förekommer på Nya Guinea, på Kap Yorkhalvön och i angränsande australiska landskap. Även populationerna från Bismarckarkipelagen och Salomonöarna ingår. Den lever i låglandet och i bergstrakter upp till 1100 meter över havet. Habitatet varierar mellan regnskogar, mangrove, områden med buskar intill vattenansamlingar och mindre trädgrupper. Dendrelaphis calligaster besöker även trädodlingar.
Individerna klättrar främst i träd eller annan växtlighet men ibland besöker de marken. De jagar på dagen groddjur och ödlor. Honan lägger cirka 7 ägg per tillfälle.
För beståndet är inga hot kända och Dendrelaphis calligaster kan anpassa sig till landskapsförändringar. IUCN kategoriserar arten globalt som livskraftig.